# Gardelegen
Gardelegen est une ville allemande située dans l'arrondissement d'Altmark-Salzwedel de l'État (Land) de Saxe-Anhalt.

## Géographie
Gardelegen est située au sud-ouest de la région de l'Altmark, entre Berlin et Hanovre, au nord de Magdebourg. Après de nombreuses incorporations, Gardelegen, avec une superficie de 634 km2, est une des communes les plus étendues d'Allemagne.

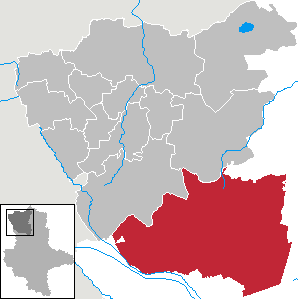
Situation de Gardelegen (en rouge) dans l'arrondissement d'Altmark-Salzwedel

## Histoire
| Appartenances historiques Marche de Brandebourg 1186–1807 Royaume de Westphalie 1807–1813 Royaume de Prusse (Province de Saxe) 1815–1918 République de Weimar 1918–1933 Reich allemand 1933–1945 Allemagne occupée 1945–1949 République démocratique allemande 1949–1990 Allemagne 1990–présent |

Gardelegen est mentionnée pour la première fois dans un document officiel en 1121. En 1241, Gardelegen est mentionnée pour la première fois en tant que ville. En 1358, Gardelegen devient membre de la Hanse. Les fortifications avec trois portes furent construites entre 1300 et 1553.
Le 15 mars 1945 la ville est la cible d'un bombardement américain qui entraîne la mort de 52 résidents. L'Église de Saint-Nicolai est presque entièrement détruite.
De nombreux prisonniers des camps de concentration de Bergen-Belsen, Sachsenhausen et Neuengamme passent une partie de la Seconde Guerre mondiale dans la ville où ils sont réduits en esclavage. Le 13 avril 1945, juste avant la fin de la guerre, 1 016 prisonniers sont brûlés vivants par les Allemands dans ce qu'on appellera le massacre de Gardelegen. Aujourd'hui, un mémorial est érigé sur le site de cet évènement.

### Bâtiments et sites notables
Comme Gardelegen était un membre de la Ligue hanséatique, le mur de la ville et beaucoup de bâtiments dans le centre historique furent construits en gothique de brique comme à Lübeck, la capitale de la ligue.
L'Église de Saint-Nicolai fut construite au XIVe siècle. Le 15 mars 1945 elle fut presque entièrement détruite par un bombardement. La nef reste en ruine, et le clocher (54 m) fut restauré en 1991.
L'Hôtel de ville, construit entre 1526 et 1552, se trouve à la Place du Marché près de l'Église de Sainte-Marie, fondée au XIIe siècle et transformée en 1447. Au centre de Gardelegen, il y a plusieurs maisons à colombages intéressantes.
La Porte de Salzwedel du XVIe siècle se situe au nord de la ville et la Porte de Stendal se trouve au sud. Une partie des murs de la ville construits en briques aux temps médiévaux se situe au sud du centre historique. La tour Pulverturm en briques est une tour de défense du Moyen Âge reconstruite vers l'an 1990.
La gothique Chapelle de Saint-Georges se situe au nord de la ville en dehors du centre historique. Mentionnée pour la première fois en 1362 comme chapelle d'un hôpital, elle fut restaurée et agrandie en 1734 et elle sert comme une salle de concert aujourd'hui. L'ancien Hôpital Saint-Spiritus, construit en 1591, est un bâtiment de la Renaissance.

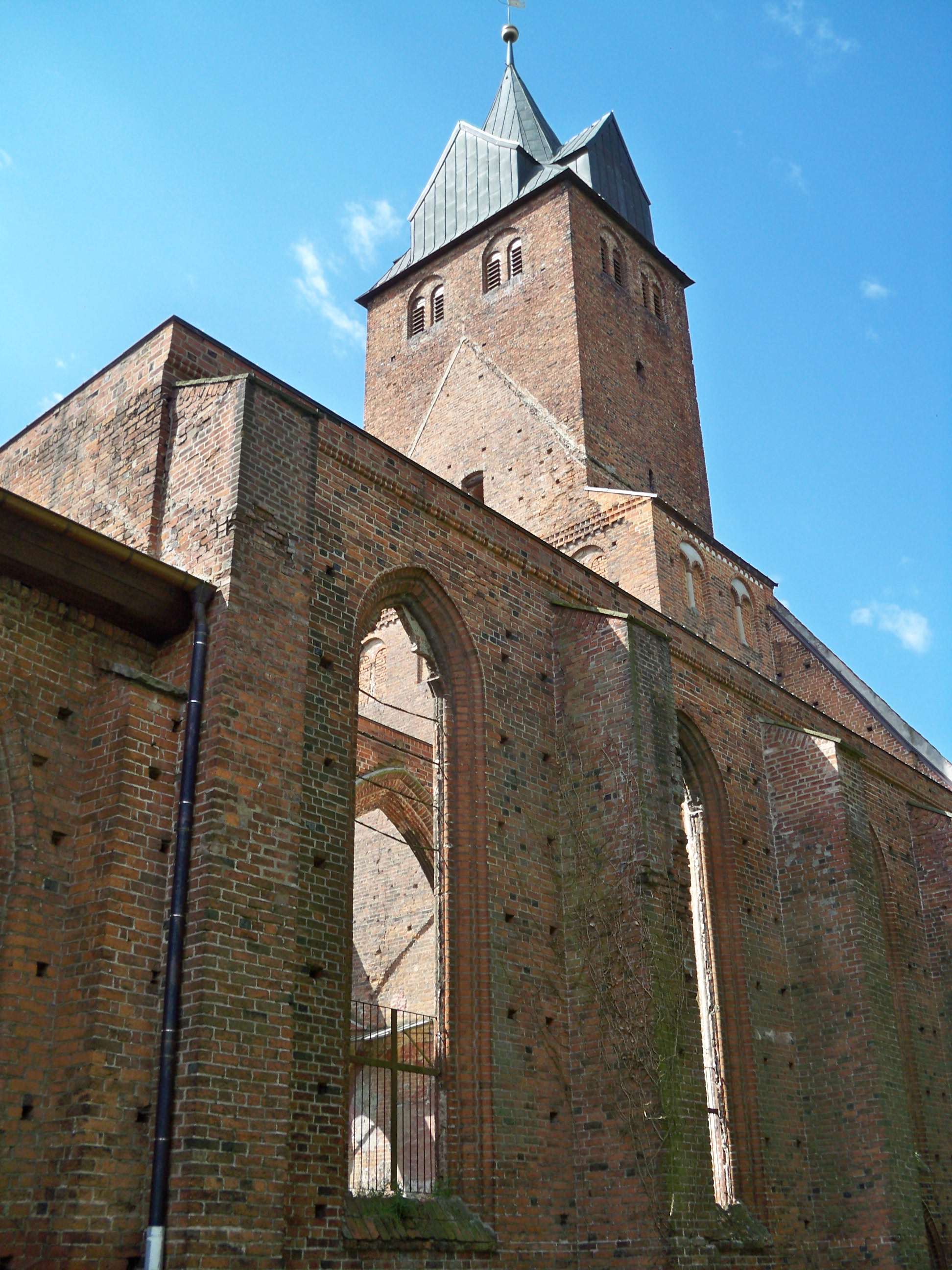
L'Église de Saint-Nicolai
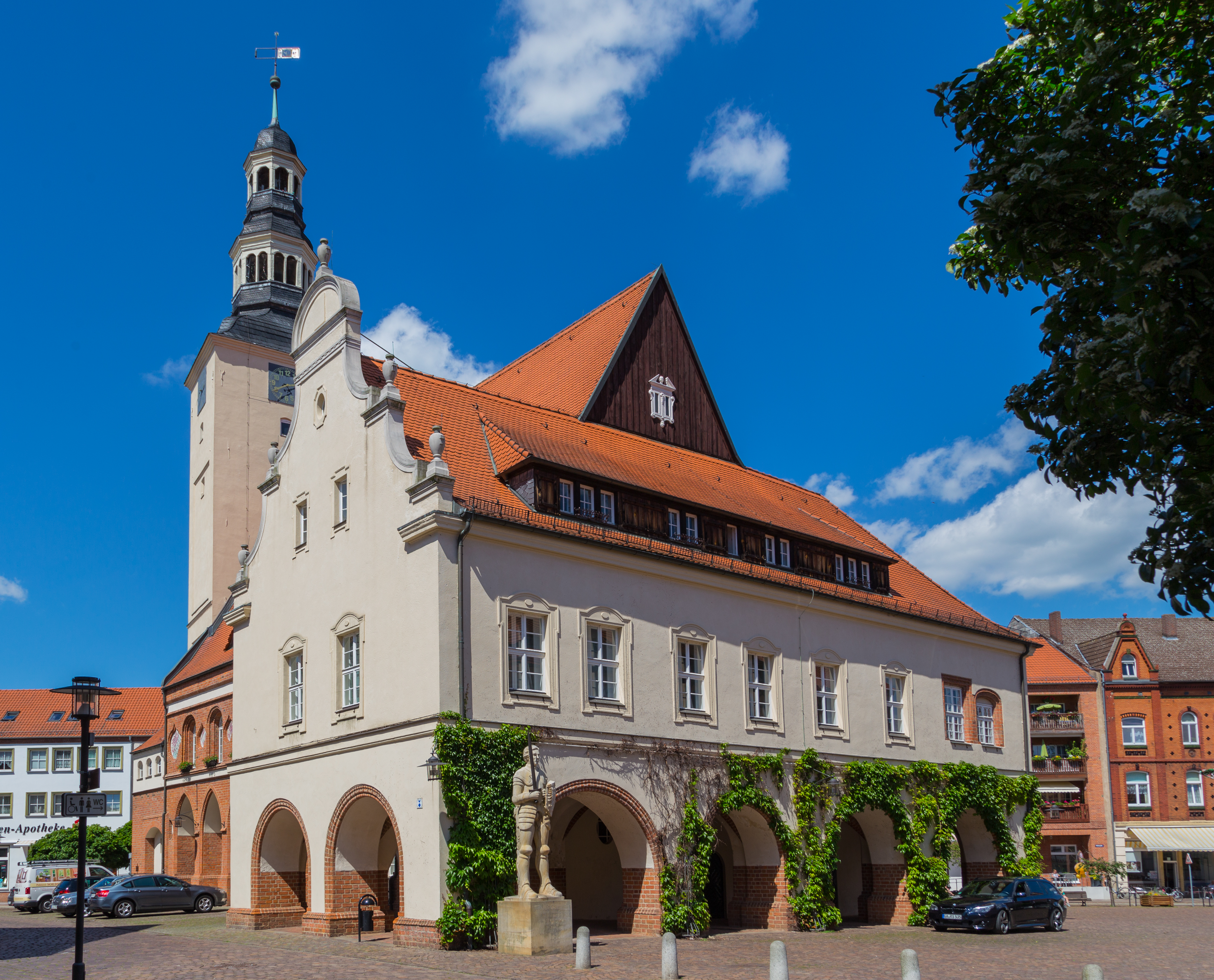
L'Hôtel de ville
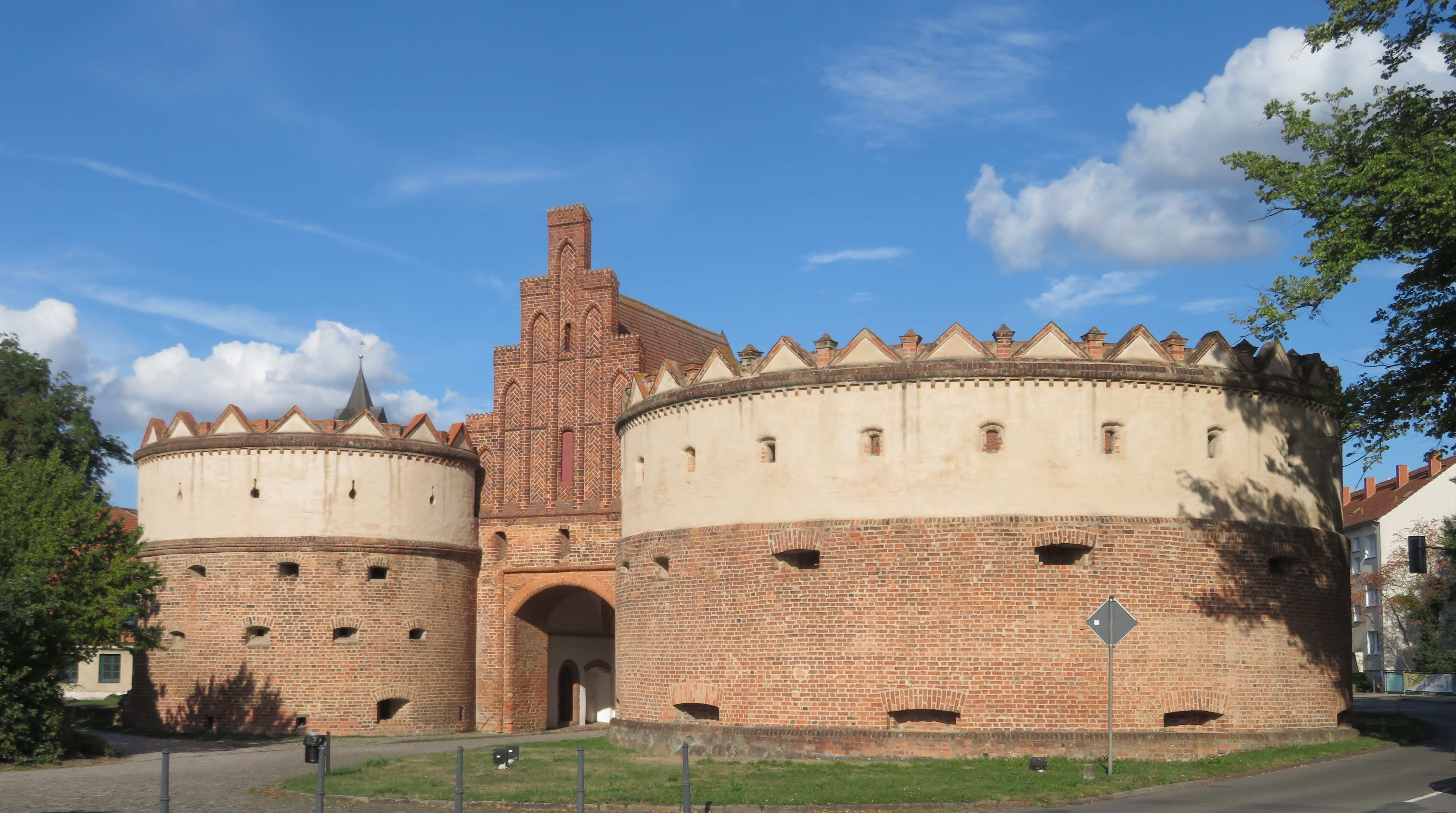
La Porte de Salzwedel
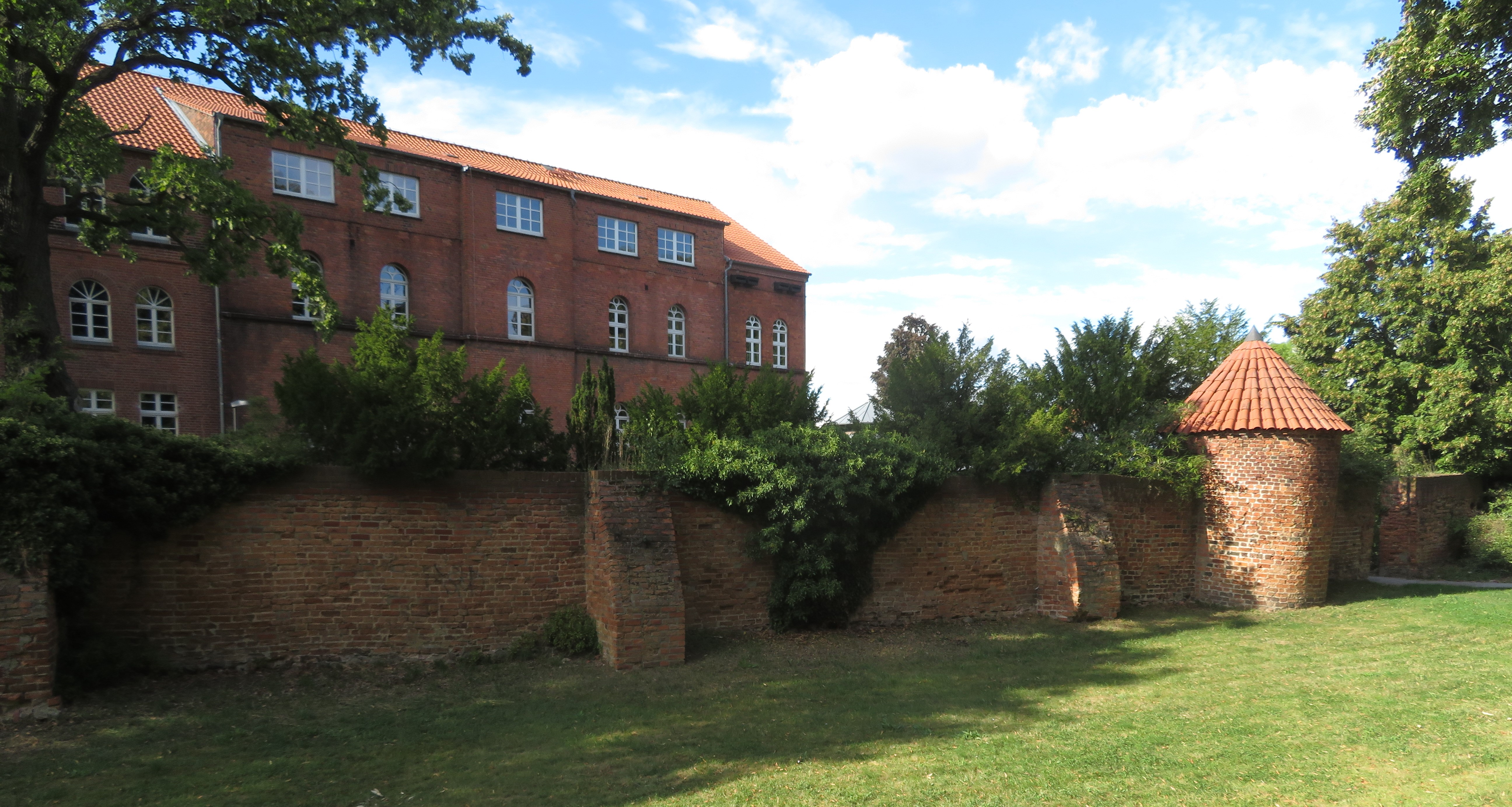
Les murs de la ville avec la tour Pulverturm
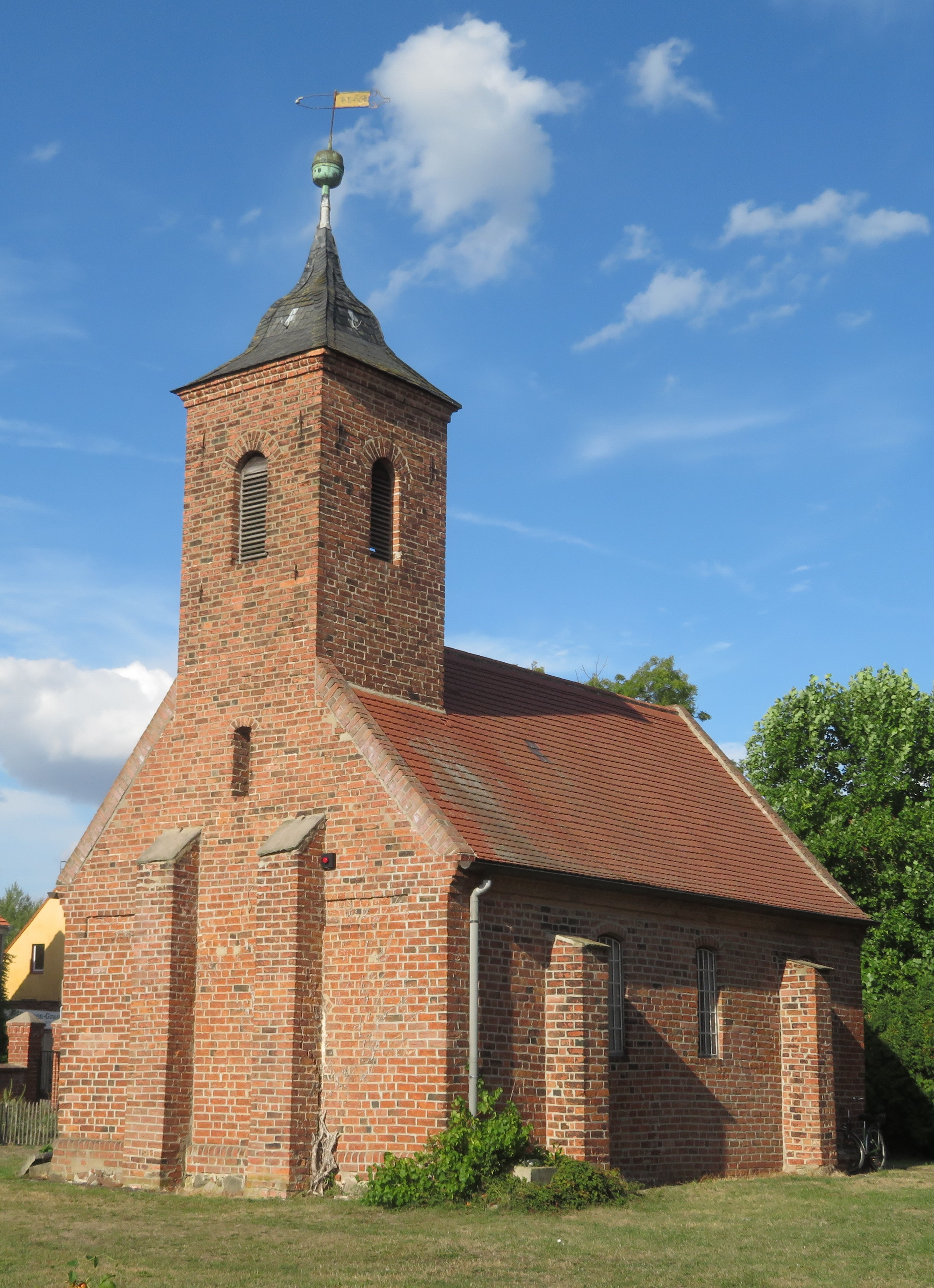
Chapelle de Saint-Georges
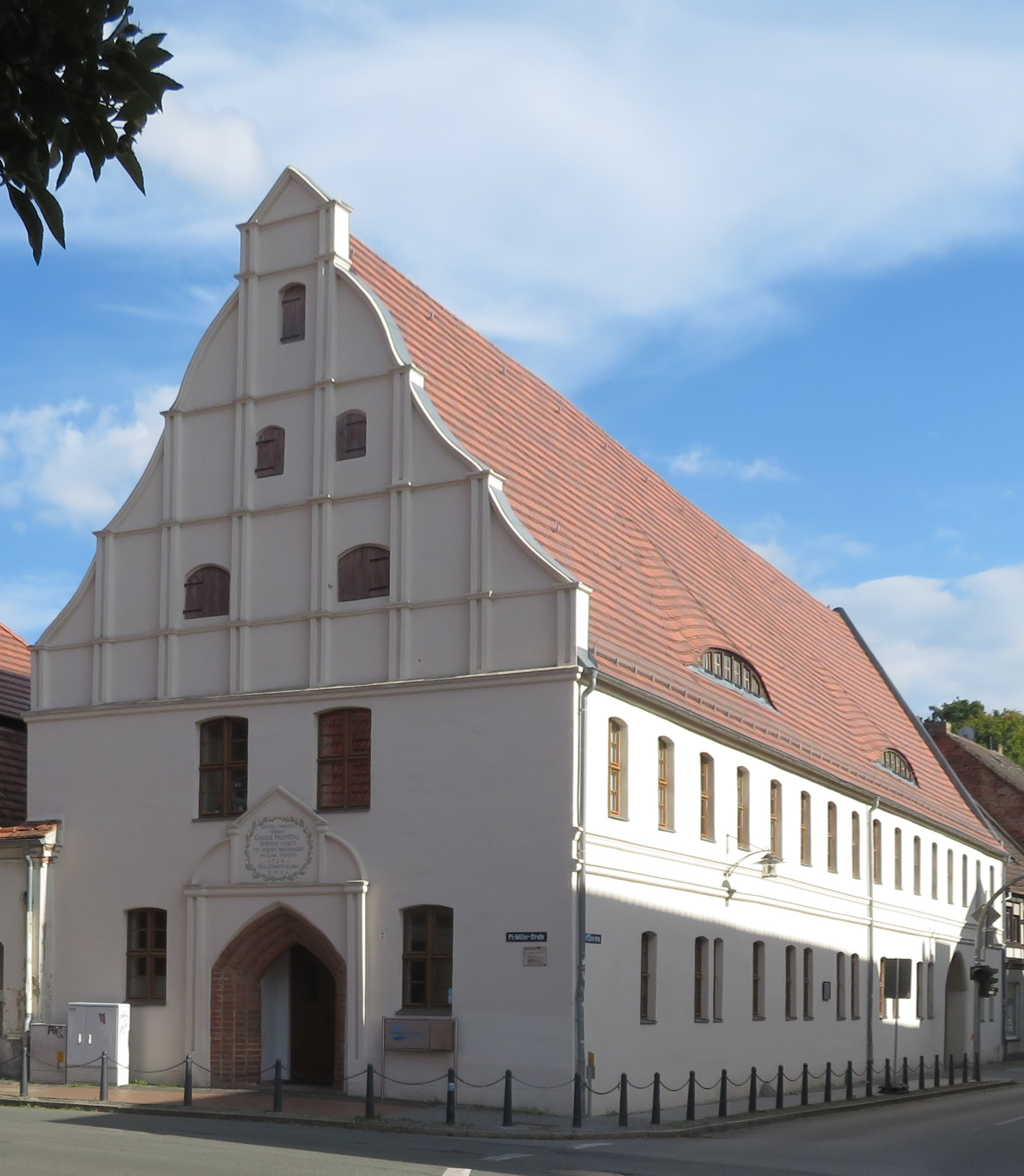
L'ancien Hôpital de Saint-Spiritus

## Jumelages
- Gifhorn (Allemagne)
- Waltrop (Allemagne)
- Darłowo (Pologne)

## Personnalités liées à la ville
- Gustav von Schimmelmann (1816-1873), général né à Letzlingen.
- Christa Stubnick (1933-2021), athlète spécialiste du sprint, est née à Gardelegen.